# 해바라기의 약속
〈해바라기의 약속〉(ひまわりの約束 히마와리노야쿠소쿠[*])는 하타 모토히로의 열일곱 번째 싱글이다.

## 해설
- 기간 생산 한정판과 통상판의 2종 동시 발매. 통상판은 초도 분량만 슬리브 케이스 사양이다.
- 기간 생산 한정탄은 도라에몽 컬레버레이션 자켓&슬리브 케이스 사양, 자켓 그림 미니 스티커 봉입. 그리고 스페셜 응모 엽서도 봉입되어 있다.
- 대상 점포 또는 하타 모토히로가 출연하는 여름 페스티벌 이벤트 장소에서 구입하면 손 글씨 가사&코드 악보가 들어간 특제 어나더 자켓이 선착순으로 나눠졌다.
- 같은 해 12월 24일에는 딜럭스 에디션이 발매됐다. 3면 케이스 사양으로 특전 DVD 부속. CD 수록곡은 오리지널판과 공통.

## 차트 성적
- 8월 7일자의 오리콘 데일리 차트에서는 4위를 차지했다. 8월 18일자의 오리콘 주간 차트에서는 초동 1.2만 장을 팔고 주간 10위에 들었다. 4주째가 되는 9월 8일자에서 누계 2.5만 장에 달하고 그의 최대 히트 곡이 되고 있으며[1], 그 후 64주 동안 오리콘 차트에 차트인하는 롱 히트가 됐다.
- 아이튠즈 일본 종합 차트는 장기간에 걸쳐서 1위를 하는 것 외에 빌보드 Hot Animation에서도 2주 연속 1위를 차지했으며[2], 게다가 2주 후인 9월 8일자로 1위를 탈환했다[3]. 게다가 그 후에도 몇 번이나 1위를 기록했으며 2015년, 2016년에도 주간 1위를 하는 등, 애니메이션 음악으로는 이례적인 롱 히트가 된다.

## 노래가 사용된 곳
해바라기의 약속
- 도호 계열 3D CG 애니메이션 영화 《도라에몽: 스탠바이미》 주제가
- NTT서일본 프레츠광 갑작스럽게 찾아오다편 광고 음악

## 수록곡
전체 작사·작곡: 하타 모토히로
| #  | 제목 | 작곡                                 | 재생 시간 |
| -- | --- | ------------------------------------ | --------- |
| 1. | 〈해바라기의 약속〉 (ひまわりの約束)                                                                               | 편곡: 하타 모토히로, 미나가와 마코토 | 5:15      |
| 2. | 〈해변의 스케치〉 (海辺のスケッチ)                                                                                 | 편곡: 하타 모토히로                  |           |
| 3. | 〈굿바이 아이작 (Acoustic Session with 시마다 마사노리)〉 (グッバイ・アイザック（Acoustic Session with 島田昌典）) | 편곡: 하타 모토히로                  |           |
| 4. | 〈해바라기의 약속〉 (Backing Track)                                                                                | 편곡: 하타 모토히로                  |           |

## Deluxe Edition판 특전 DVD 수록 내용
| #  | 제목 | 재생 시간 |
| -- | --- | --------- |
| 1. | 〈해바라기의 약속 (영화 “도라에몽: 스탠바이미” 컬레버레이션 버전 뮤직비디오)〉 (「ひまわりの約束」Music Video<映画『STAND BY MEドラえもん』コラボレーションVer.>) |           |
| 2. | 〈해바라기의 약속 (오리지널 버전 뮤직비디오)〉 (「ひまわりの約束」Music Video<Original Ver.>)                                                                     |           |
| 3. | 〈해바라기의 약속 (기타 연주 버전) (감독판 뮤직비디오)〉 (「ひまわりの約束（弾き語りVersion）」 Music Video<Director's cut.>)                                     |           |

## 수록 작품 · 커버
- 하타 모토히로 자신의 작품은 굵은 글씨.

| 제목                                                                           | 발매일                                        | 규격 품번                        |
| ------------------------------------------------------------------------------ | --------------------------------------------- | -------------------------------- |
| 베스트 음반 《evergreen》                                                      | 2014년 10월 29일                              | AUCL-167 AUCL-30022              |
| 후쿠오카 공업 대학 부속 조토 고등학교 《‘부흥’ 제44회 정기 연주회》            | 2015년 2월 26일                               | OSBR-31009                       |
| DVD/BD 《GREEN MIND 2014》                                                     | 2015년 4월 29일                               | AUXL-28 AUXL-29 AUBL-50          |
| JYJ 박유천                                                                     | 2015년 7월 23일                               | 입대 전 최고의 팬 미팅           |
| 2015년 9월 2일                                                                 | 《Urban Night Lounge presents J-R&B DRIVING》 | SMCD-0017                        |
| 쿠로기 유키 《I SING MIYAZAKI》                                                | 2015년 9월 6일                                | SABM-1006                        |
| Matt Cab 《춘하추동》                                                          | 2015년 10월 7일                               | WPCR-16889                       |
| TOTALFAT 《연회의 신호》                                                       | 2015년 10월 7일                               | RX-112                           |
| 《카페에서 흐르는 LOVE STORIES 20 ~BEST JAZZ COVERS~》                         | 2015년 10월 14일                              | SCCD-0580                        |
| 뉴이스트 《Bridge the World》(DVD/민현 솔로)                                   | 2015년 11월 18일                              | BVCL-679                         |
| 슈퍼주니어-K.R.Y. 《SUPER JUNIOR-K.R.Y. JAPAN TOUR 2015 ~phonograph~》         | 2015년 12월 2일                               | AVBK-79290 AVXK-79292 AVBK-79294 |
| 육상자위대 도호쿠 방면 음악대 《모두의 뮤직 에이트 ~모두 M8을 불고 성장했다~》 | 2015년 12월 9일                               | KICC-1250                        |
| 판다윈도오케스트라 《PANDASTIC!! ~Newest Standard~》                           | 2015년 12월 16일                              | COCQ-85282                       |
| 정규 음반 《파란색의 광경》                                                    | 2015년 12월 16일                              | AUCL-192 AUCL-194                |
| 《덧없는 사랑의 二胡 (이호) -Asian Healing-》                                  | 2016년 1월 13일                               | KICS-3332                        |
| 모토츠네반초 《반초 COVERS》                                                   | 2016년 2월 10일                               | AFD-0047                         |
| 《등불 플러그레스》(kain/스이)                                                 | 2016년 2월 17일                               | QWCE-00562                       |
| 키야마 유사쿠 《F 지켜주고 싶은 그대에게》                                     | 2016년 3월 2일                                | UICZ-4342                        |
| 더원 《뮤니콘 Vol.1》                                                          | 2018년 11월 25일                              |                                  |

## 차트 및 인증
| 차트                                        | 최고 순위 |
| ------------------------------------------- | --------- |
| 일본 (오리콘 차트 (주간))                   | 10        |
| 일본 (오리콘 차트 (데일리))                 | 04        |
| 일본 (오리콘 차트 (월간))                   | 26        |
| 일본 (Billboard JAPAN Hot 100 (주간))       | 02        |
| 일본 (Billboard JAPAN Hot Animation (주간)) | 01        |
| 일본 (Billboard JAPAN Hot Animation (연간)) | 02        |
| 일본 (Billboard JAPAN Hot 100 (연간))       | 09        |

### 인증
| 국가        | 인증   | 판매량/출하량 |
| ----------- | ------ | ------------- |
| 일본 (RIAJ) | 밀리언 | 1,000,000     |

### 내용주
1. ↑  제목의 ‘해바라기’는 도라에몽을 이미지한 것이라고 한다[4].
2. ↑  아이튠즈, mora, 레코초쿠에서 디지털 싱글 주간 차트에서 1위를 차지했다.
3. ↑  2015년 9월 19일에 서거한 프리 아나운서 쿠로키 나나의 고벽식에서는 출관할 때에 이 노래가 흘렀다[5].
4. ↑  열네 번째 싱글 노래를 재편곡한 것이다.

### 참조주
1. 1 2 3  オリコンランキング情報サービス「you大樹」
2. ↑  “秦 基博「ひまわりの約束」が映画ドラえもんのヒットと合わせてアニメチャート2週連続首位に” [하타 모토히로 ‘해바라기의 약속’이 영화 도라에몽의 히트와 맞춰서 애니메이션 차트 2주 연속 상위권에] (일본어). 빌보드 재팬. 2014년 8월 20일. 2016년 3월 19일에 확인함.
3. ↑  ““ドラ泣き”拡大中、秦 基博「ひまわりの約束」がアニメチャート首位返り咲き” [“도라 울음” 확대 중, 하라 모토히로 ‘해바라기의 약속’이 애니메이션 차트 상위권 탈환] (일본어). 빌보드 재팬. 2014년 9월 3일. 2016년 3월 19일에 확인함.
4. ↑  “『STAND BY ME ドラえもん』主題歌で知るドラえもんとのび太の友情” [“도라에몽: 스탠바이미” 주제가로 아는 도라에몽과의 노비타의 우정]. 《WHAT's IN WEB》 (일본어). 엠온 엔터테인먼트. 2014년 9월 10일. 2014년 9월 26일에 확인함.
5. ↑  “徳光和夫、黒木奈々さんに「初めてお目にかかれるのが最期だなんて…」” [토쿠미츠 카즈오, 쿠로키 나나 씨에게 “처음으로 만나 뵙게 된 게 마지막이라고...”]. 《ZAKZAK》 (일본어) (산업경제신문사). 2015년 9월 24일. 2016년 3월 19일에 확인함.
6. ↑  “Japanese  certifications – 秦 基博 – ひまわりの約束” (일본어). Recording Industry Association of Japan.
7. ↑  “The Recording Industry Association of Japan Releases Its Digital Certifications for November + List of 2016's Certified Releases”. 《Arama! Japan》 (영어). 2016년 12월 20일에 확인함.